# Aeroportul Matsapha
Aeroportul Matsapha (IATA: MTS, ICAO: FDMS) este un aeroport din Districtul Manzini, Swaziland, Eswatini ce deservește zona Manzini. 
Situat la o altitudine de 632 m, aeroportul dispune de 1 pistă și ocupă o suprafață de 117.000 m².

## Infrastructură

### Piste
Aeroportul dispune de o singură pistă. Pista 07/25 are suprafața de asfalt și dimensiunile 2.600 m × 45 m. 